# Ганев, Венелин
Венелин Йорданов Га́нев (16 февраля 1880, Русе— 25 марта 1966, София) — болгарский юрист и политический деятель. Регент Болгарии (1944—1946), академик Болгарской академии наук.
Изучал философию и право в Лейпциге (1897—1898) и Женеве (1898—1901), также получил в Женеве высшее музыкальное образование (1901).
С 1908 — ординарный доцент энциклопедии и философии права, с 1913 — экстраординарный профессор философии и общей теории права Софийского университета, в 1918—1947 — ординарный профессор кафедры торгового права юридического факультета Софийского университета. В 1914—1915 и 1916—1918 — декан юридического факультета Софийского университета.
С 7 мая по 6 октября 1919 — министр юстиции в правительстве Теодора Теодорова. С июля 1919 был членом болгарской делегации на мирных переговорах в Париже (его дневник за период с 27 июля по 22 сентября 1919 опубликован в 2005). В 1920—1922 — посланник (полномочный министр) во Франции. В 1908—1923 — член Радикально-демократической партии, в 1923 вместе с большей частью своих коллег по партии вступил в политическое объединение «Демократический сговор», из которого вышел в 1925, будучи несогласным с авторитарным курсом кабинета Александра Цанкова и перейдя в оппозицию к правительству. В 1923—1927 — депутат 21-го обыкновенного Народного собрания. В 1926—1940 занимался адвокатской практикой в Софии. Придерживался либеральных политических взглядов, представитель гуманистической традиции в болгарской и европейской правовой мысли. Основатель Лиги защиты прав человека — первой правозащитной организации в Болгарии.
Во время Второй мировой войны как независимый интеллектуал присоединился к оппозиционному Отечественному фронту, протестовал против планов депортации болгарских евреев в Германию. После переворота 9 сентября 1944 стал одним из трёх регентов, управлявших Болгарией при малолетнем царе Симеоне II (вместе с Тодором Павловым и Цвятко Бобошевским). Как регент сочувствовал оппозиции, был противником расширения влияния Болгарской коммунистической партии, в августе 1945 обратился к Союзной контрольной комиссии с просьбой отложить парламентские выборы на более поздний срок (что соответствовало требованиям оппозиции). После ликвидации в Болгарии монархии перестал быть регентом (18 сентября 1946). В 1947 предложил демократический проект конституции, который не был принят парламентом, проголосовавшим за коммунистический вариант основного закона.
Как сторонник оппозиционных политических сил подвергся гонениям со стороны власти: в 1947 был выслан в Дряново, в 1948 лишён звания академика. 30 марта 1990 посмертно реабилитирован, 27 марта 1991 был восстановлен в рядах Академии наук.

## Труды
- Шопен (1919)
- Историческое развитие торгового права. (1921)
- Курс общей теории права. Введение. Методология права. (1921—1932, 1946)
- Курс торгового права (1923)
- Курс общей теории права. Правовые явления. (1925).
- Систематический курс по несостоятельности. Т. 1. (1926).
- Учебник общей теории права. Т. 1-2. (1932—1938).
- Экономическая действительность. Опыт социологического синтеза (1945).
- Демократия (1946).
- Закон соудный людьмъ. Юридическо-историческое и юридическо-аналитическое исследование. (1959)
- Труды по общей теории права (1999).